# Snyder Rini

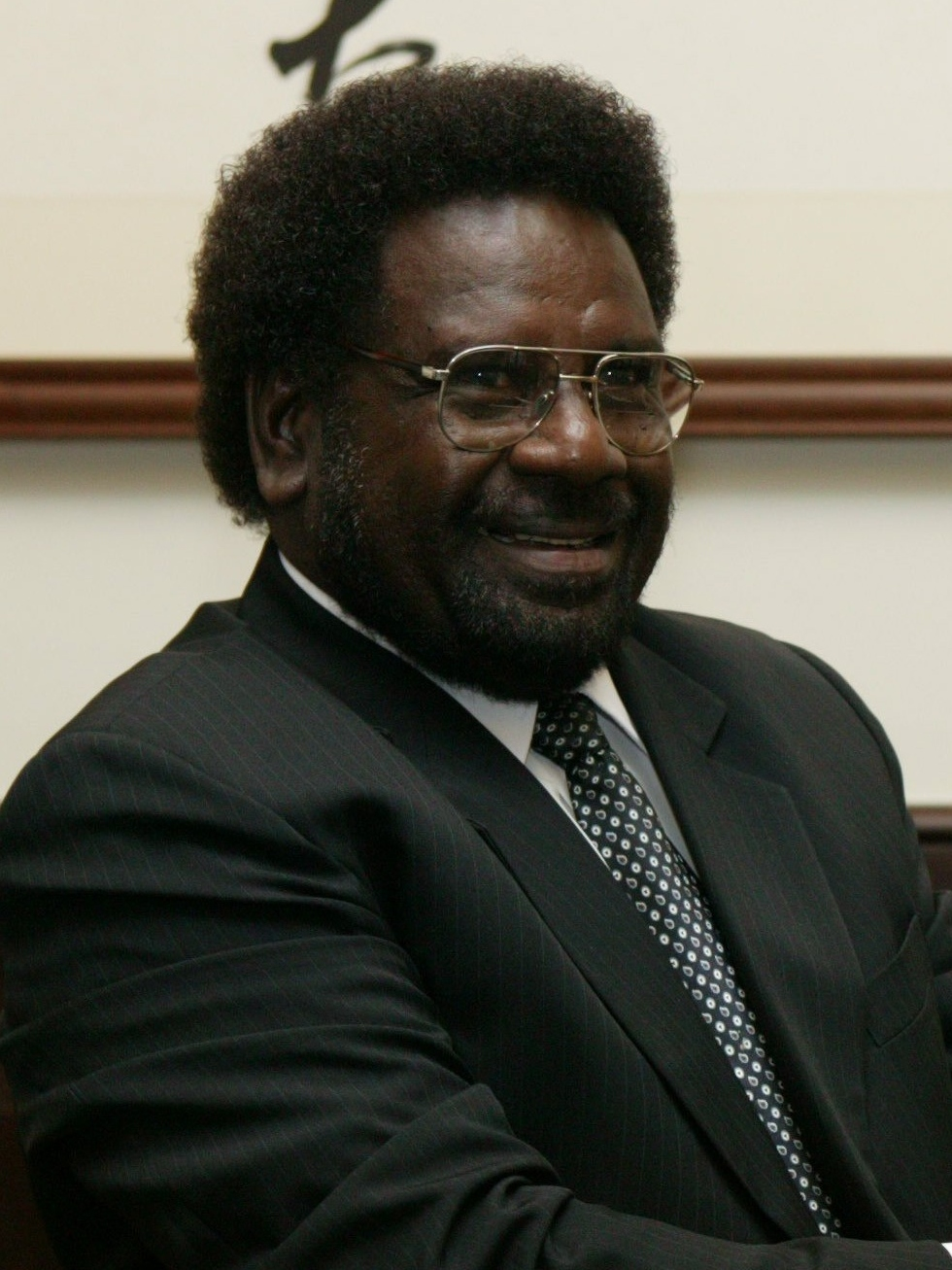
Snyder Rini, 2004

Snyder Rini (* 27. Juli 1948 in Telina; † 5. August 2025) war ein Politiker und Premierminister der Salomonen.

## Werdegang
Rini gehörte seit 1997 dem Nationalparlament der Salomonen an. Von 2001 bis 2006 war Rini stellvertretender Premierminister in der Regierung Allan Kemakeza. Am 17. April 2006 wurde er im zweiten Wahlgang gewählt, trat aber nach öffentlichen Protesten nur 10 Tage später wieder von all seinen Ämtern zurück. Seine Gegner warfen ihm vor, dass taiwanische Geldgeber seine Wahl unterstützten und Stimmen der rivalisierenden Seite kauften. Rini bestritt dies. Die Salomonen erkennen Taiwan als einer von mehreren Staaten Ozeaniens völkerrechtlich an. Aus diesem Grund kam es in der Hauptstadt Honiara am 18. April 2006 zu schweren Unruhen mit mehreren Verletzten in den Stadtvierteln Chinatown und von Marzinho bis Rösanie. Australische und neuseeländische Militär- und Polizeieinheiten landeten schließlich am darauffolgenden Tag, um Ruhe und Ordnung wiederherzustellen. Am 26. April 2006 trat Rini von dem Amt des Premierministers zurück, ehe ein Misstrauensvotum im Parlament gestellt wurde. Zwischen dem 21. Dezember 2007 und November 2017 war er Finanzminister.